# Ізвиль
Ізви́ль (рос. Извиль) — присілок в Глазовському районі Удмуртії, Росія.

## Населення
Населення — 5 осіб (2010; 5 в 2002).
Національний склад станом на 2002 рік:
- удмурти — 60 %
- росіяни — 40 %

## Урбаноніми[3]
- вулиці — Ізвильська